# Mary Forbes
Mary Forbes, född 1 januari 1883 i Hornsey, England, död 22 juli 1974 i Beaumont, Kalifornien, var en brittisk-amerikansk skådespelare. Hon scendebuterade i London 1908, och var från och med 1913 ledare för Ambassadors Theatre. Efter att ha varit verksam i USA en tid blev hon 1943 amerikansk medborgare. Forbes medverkade i närmare 140 filmer och sågs ofta i roller som societetsdam.

## Filmografi, urval
- 1927 – Kontorsslavinnan (ej krediterad)
- 1929 – På olovliga vägar
- 1932 – Farväl till vapnen
- 1933 – Akta er för gnistor!
- 1934 – Va' ska mamma säga?
- 1934 – Den brokiga vävnaden (ej krediterad)
- 1935 – Anna Karenina
- 1935 – Kapten Blod
- 1936 – Theodora leker med elden (ej krediterad)
- 1937 – Förbjuden ingång
- 1937 – Min fru har en fästman
- 1938 – Komedien om oss människor
- 1939 – Sherlock Holmes – professor Moriartys sista strid
- 1939 – Mej lurar ni inte
- 1939 – Envis som synden (ej krediterad)
- 1939 – Ninotchka (ej krediterad)
- 1940 – Allt detta och himlen därtill (ej krediterad)
- 1941 – Sanningen - och inget annat!
- 1942 – Över allt förnuft (ej krediterad)
- 1943 – Jane Eyre (ej krediterad)
- 1945 – Dorian Grays porträtt
- 1945 – Jag ger mig aldrig! (ej krediterad)
- 1946 – Stulet liv (ej krediterad)
- 1947 – Dansens gudinna (ej krediterad)
- 1947 – En skugga faller (ej krediterad)
- 1947 – Här kommer en annan (ej krediterad)
- 1948 – Upp genom luften
- 1958 – Dadda för tre (ej krediterad)